# Federico Fabian Peña
Federico Fabian Peña (n. 15 de marzo de 1947) es un abogado y político estadounidense. Fue Secretario de Transporte entre 1993 y 1997 y Secretario de Energía de Estados Unidos de 1997 a 1998, durante la presidencia de Bill Clinton.
Nacido en Laredo, Texas, Peña obtuvo el grado B.A. (1969) y J.D. (1972) de la Universidad de Texas en Austin y Escuela de Leyes de la Universidad de Texas, respectivamente. Se traslada a Colorado, donde hace sus prácticas de Derecho, Peña fue elegido para la Cámara de Representantes como Demócrata en 1979, donde llega a ser líder de la Minoría. En 1983, Peña vence a quien estaba durante 14 años en el cargo, William H. McNichols, Jr. llegando a ser el primer hispano Alcalde de Denver, puesto al cual fue reelecto en 1987.
Peña asesoró al Gobernador de Arkansas Bill Clinton en temas de transporte durante la transición presidencial de Clinton y luego Clinton designó a Peña para encabezar el Departamento de Transporte de Estados Unidos. 
Luego de dejar la administración Clinton, Peña regresó a Denver y se unió a la compañía de inversiones Vestar Capital Partners en agosto de 1998, como Asesor Senior. El 18 de enero de 2000, Vestar anunció que Peña había sido promovido miembro del Directorio de la empresa.
Peña es padre de tres hijos: Nelia, Cristina, y Ryan Peña. El divorcio de Federico Peña y su primera esposa Ellen Hart Peña, se llevó a cabo el 10 de septiembre de 2001. Federico Peña se casó con Cindy Velasquez el 2 de septiembre de 2006. Cindy Velasquez es una ex  ejecutiva del Canal 7, KMGH-TV, y Canal 9, KUSA-TV, en Denver, Colorado y tiene una hija, Pilar.
En la actualidad, Peña sirve a varias corporaciones, es vicepresidente Nacional de la Coalición por la Competencia, y está involucrado en varias organizaciones filantrópica.